# Schweighouse-sur-Moder
Schweighouse-sur-Moder (deutsch Schweighausen im Elsass) ist eine Gemeinde mit 5.050 Einwohnern (Stand 1. Januar 2021) im Département Bas-Rhin in der Region Grand Est (bis 2015 Elsass) in Frankreich.

## Geografie
Die Moder trennt Schweighouse von der Agglomeration des drei Kilometer östlich gelegenen Haguenau.

## Geschichte

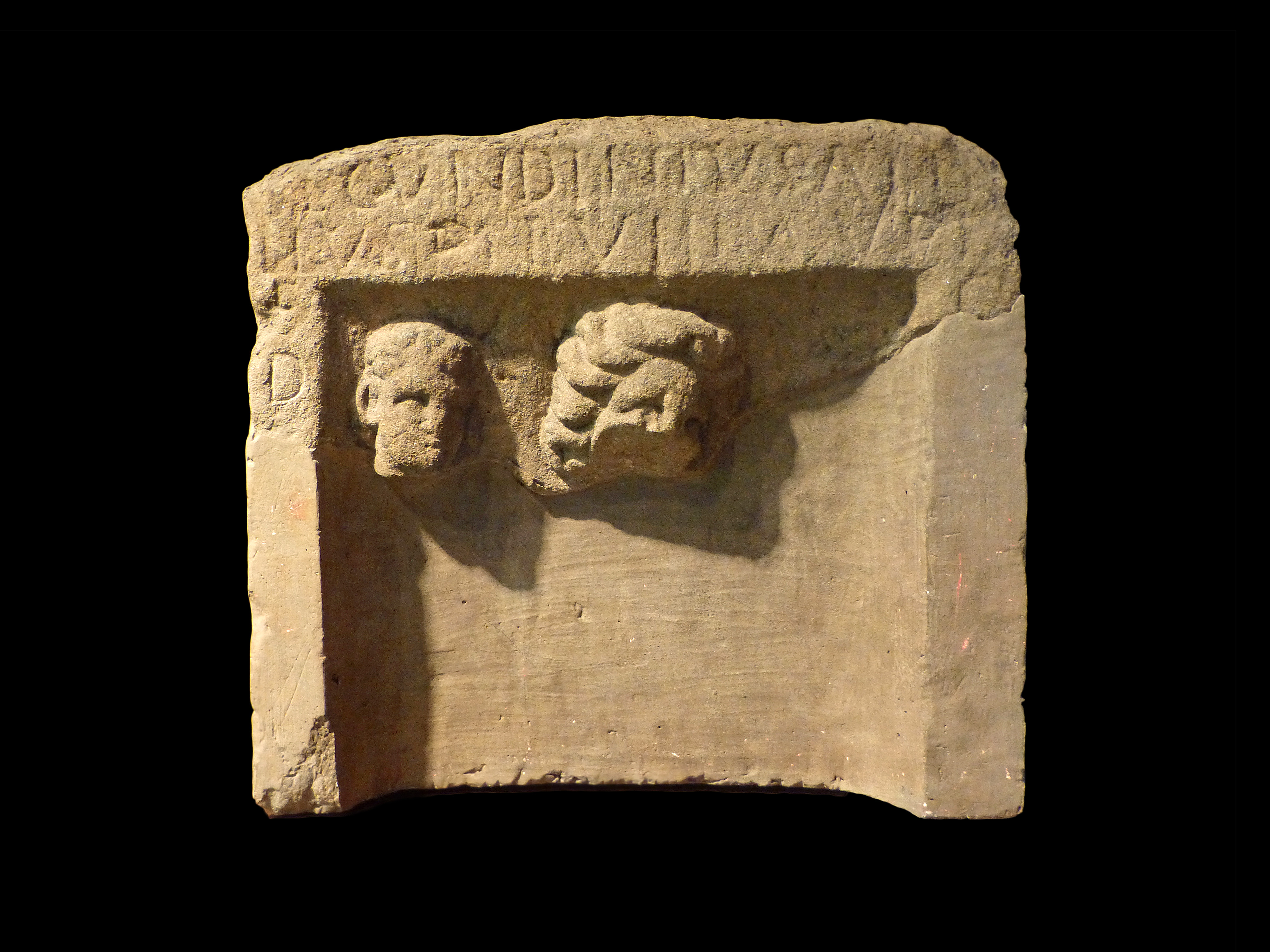
Römischer Grabstein, gefunden bei Schweighausen

Die Gegend um Schweighausen war bereits in römischer Zeit besiedelt.

### Mittelalter
Schweighausen tritt ins Licht der Geschichte, als 896 König Zwentibold hier in „Suueichusa“ eine Urkunde für das Kloster St. Denis bei Paris unterzeichnet. 968 erscheint der Ort wieder in einer Schenkungsurkunde Kaiser Ottos I. Etwa 1350 kommt der Ort in den Besitz der Herrschaft Lichtenberg. Durch Gebietserwerb im 14. Jahrhundert mussten zu Beginn des 15. Jahrhunderts die zu umfangreich gewordenen Ämter Ingweiler und Buchsweiler der Herrschaft Lichtenberg neu organisiert werden. Dabei wurde unter anderem das Amt Pfaffenhofen ausgegliedert und verselbständigt, zu dem auch Schweighausen gehörte.
Anna von Lichtenberg (* 1442; † 1474), eine der beiden Erbtöchter Ludwigs V. von Lichtenberg (* 1417; † 1474) heiratete 1458 den Grafen Philipp I. den Älteren von Hanau-Babenhausen (* 1417; † 1480), der eine kleine Sekundogenitur aus dem Bestand der Grafschaft Hanau erhalten hatte, um heiraten zu können. Durch die Heirat entstand die Grafschaft Hanau-Lichtenberg. Nach dem Tod des letzten Lichtenbergers, Jakob von Lichtenberg, eines Onkels von Anna, erhielt Philipp I. d. Ä. 1480 die Hälfte der Herrschaft Lichtenberg. Zu dieser Hälfte gehörte auch das Amt Pfaffenhofen mit Schweighausen. In der Folgezeit gelangte das Dorf in die Hände der Grafen von Zweibrücken-Bitsch. Diese rechneten es ihrer Herrschaft Oberbronn zu.

### Neuzeit
Von Zweibrücken-Bitsch gelangte die Herrschaft Oberbronn – und mit ihr Schweighausen – 1551 als Mitgift anlässlich der Heirat der Amelie von Zweibrücken-Bitsch mit Philipp I. von Leiningen-Westerburg an diese Familie. Spätestens zu diesem Zeitpunkt schied Schweighausen aus dem Einflussbereich der Grafschaft Hanau-Lichtenberg endgültig aus.
In Nachfolge der Leininger wurden die Landgrafen von Hessen-Homburg und zu einem geringeren Teil die schwedische Adelsfamilie der Freiherren von Sinclair im 17. Jahrhundert Herren der Herrschaft Oberbronn. Durch die Reunionspolitik Frankreichs fielen in der zweiten Hälfte des 17. Jahrhunderts auch die Herrschaft Oberbronn und das Dorf Schweighausen unter französische Oberhoheit. Der hessen-homburgische Teil ging in der Mitte des 18. Jahrhunderts an die Familie Hohenlohe-Waldenburg-Bartenstein über, der Sinclair’sche Anteil an die ebenfalls schwedisch stämmige Familie derer von Lewenhaupt. Hohenlohe musste die Herrschaft 1793 an Frankreich abtreten und wurde dafür später mit Gebieten des säkularisierten rechtsrheinischen Hochstifts Würzburg abgefunden. In den Verwaltungsreformen in Folge der Französischen Revolution wurde die Herrschaft Oberbronn aufgelöst. Schweighausen wurde nun Teil der Ersten Französischen Republik und dem am 4. März 1790 neugebildeten Département Bas-Rhine zugeordnet.
| Jahr      | 1962  | 1968  | 1975  | 1982  | 1990  | 1999  | 2007  | 2018  |
| --------- | ----- | ----- | ----- | ----- | ----- | ----- | ----- | ----- |
| Einwohner | 2.640 | 3.203 | 3.813 | 4.134 | 4.354 | 4.595 | 4.559 | 4.957 |

## Verkehr

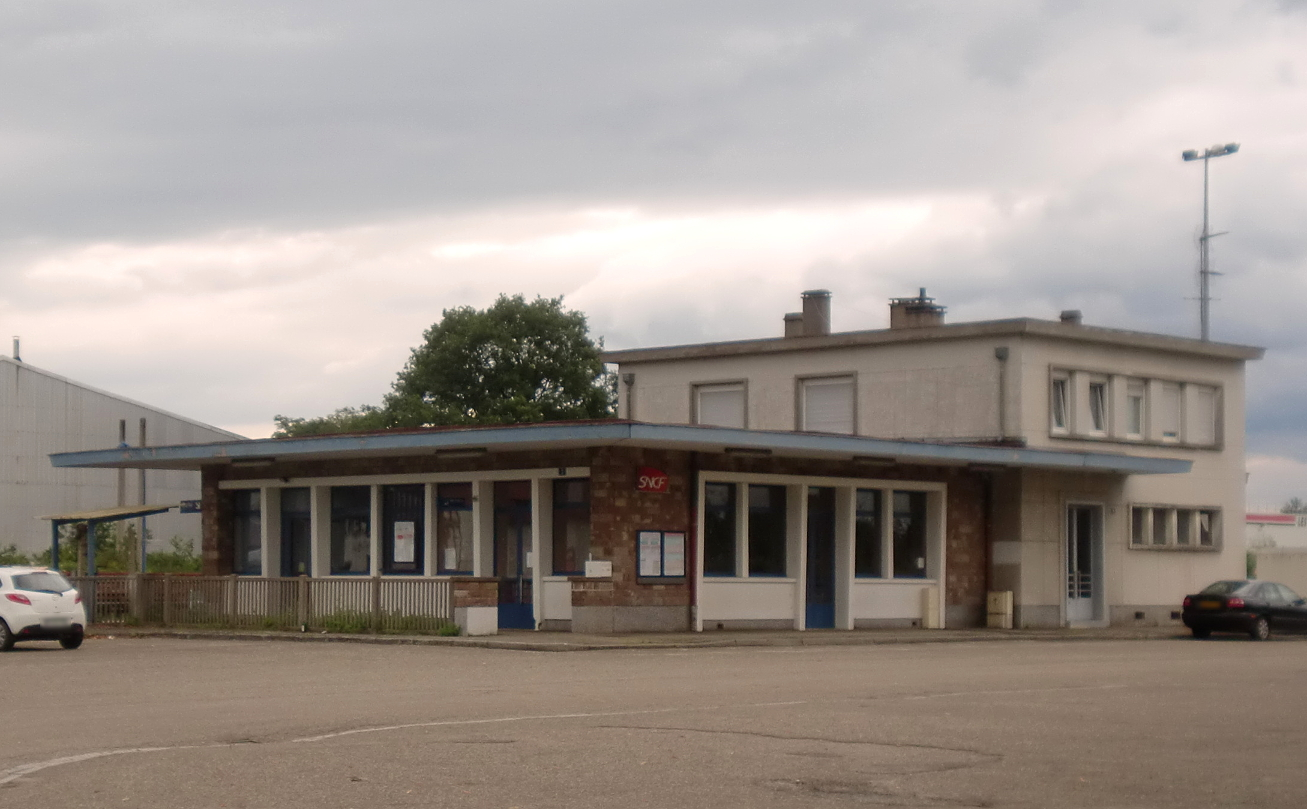
Empfangsgebäude des Bahnhofs Schweighausen

Der Bahnhof der Gemeinde liegt an der Strecke Haguenau–Niederbronn-les-Bains, die von Zügen des TER Grand Est befahren wird.

## Gemeindepartnerschaften
Zur Gemeinde Marano Lagunare in der italienischen Region Friaul-Julisch Venetien besteht eine Gemeindepartnerschaft.